# Heroes of Might and Magic III: In the Wake of Gods
Heroes of Might and Magic III: In the Wake of Gods (также Heroes 3,5, сокращённо WoG; рус. «Во имя богов») — неофициальное дополнение к пошагово-стратегической компьютерной игре Heroes of Might and Magic III, разработанной New World Computing и выпущенной компанией The 3DO Company в 1999 году.
Первоначально проект In the Wake of Gods, которым единолично занимался Вячеслав Сальников, всего лишь объединял изменения, внесённые в Heroes III официальными дополнениями Armageddon’s Blade и The Shadow of Death. Впоследствии In the Wake of Gods стал разрабатываться международной группой поклонников Heroes III, известной как WoG Team. Позже она была преобразована в команду под названием CoreWoG. Как дополнение, Heroes III: In the Wake of Gods не только вносит в оригинальную игру различные элементы вроде новых артефактов и существ, но и кардинально меняет игровой процесс Heroes III при помощи скриптового движка Event Related Model.
Первая играбельная версия дополнения In the Wake of Gods была выпущена 20 ноября 2001 года. После выпуска версии 3.58f в ноябре 2004 года создателями дополнения была анонсирована версия 3.59, новости об активной разработке которой, впоследствии, перестали появляться. 19 декабря 2013 года команда CoreWoG объявила, что взялась за дополнение с новыми силами, и выпустила альфа-версию 3.59. Вместе с этим исходный код In the Wake of Gods стал открытым.

## Текущие нововведения

### Игровой процесс
В качестве одной из новинок игрового процесса Heroes III: In the Wake of Gods игроку дана возможность оставлять часть армии или имеющийся артефакт своего героя на свободной клетке карты приключений. В случае расформирования армии появляется стандартный диалог обмена — вроде того, что выдаётся в гарнизонах при найме существ. Оставлять на карте можно войска лишь одного вида, при этом такая возможность действует не для всех существ. Армия, оставленная на карте, будет пускаться в бегство при контакте с героями игрока, но станет проявлять агрессию к его противникам.
В дополнении изменены свойства некоторых героев игры. Герой Нагаш из города Некрополис имеет новую специальность — «Вуаль Тьмы» (англ. Veil of Darkness). Так же, как и с одноимённым строением в Некрополисе и на карте приключений, благодаря этой специальности Нагаш закрывает область вокруг себя неразведанной для вражеских героев территорией; при этом, радиус тёмной завесы зависит от количества очков заклинаний героя. Герой Джеддит (Подземелье) получил специальность «Строитель» (англ. Builder), с которой может перестраивать разрушенные города в любой другой тип.
Были введены дополнительные опции и возможности на экране битвы. Если какое-то существо имеет более, чем один вид атаки, можно выбрать предпочитаемое действие этого существа, нажав правой кнопкой мыши по игровой кнопке «защищаться». Выбранное действие будет по умолчанию считаться основным до конца боя. Для существ дальнего боя возможны опции «стрельба»/«рукопашная», для воинов с атакующими заклинаниями — «колдовать»/«рукопашная», а для существ со способностью гарпий — «атаковать и вернуться»/«атаковать без возвращения». Если существо имеет более двух режимов атаки, то, соответственно, вариантов будет больше. Стрелковые башни в бою при осаде города получили возможность зарабатывать опыт, который сказывается на их уроне. Если игрок держит замок в течение недели, башни увеличивают урон пропорционально количеству недель. Если город успешно отражает атаку, это считается за одну неделю. Если город захватывается, весь опыт башен теряется. Центральная башня получает опыт независимо от двух боковых, потому что строится отдельно.

### Разрушение городов
В In the Wake of Gods появилась возможность разрушать города и возводить на их месте новые — в том числе города иного типа.
Процесс проходит постепенно: для полного разрушения города герой должен поочерёдно уничтожить все построенные в нём здания. Каждое разрушение здания забирает часть очков хода героя и требует некоторое количество золота. Если разрушается какое-либо жилище существ, в котором содержатся не нанятые воины, они потребуют золото взамен своего ухода; в противном случае, можно вступить с ними в битву и продолжить разрушение после победы (в то же время, если игрок терпит поражение, он всё равно не лишается своего героя). Последним разрушаемым зданием в городе всегда остаётся Управа; после её уничтожения в пустом городе появляется строение Кузница, в которой обитают призраки. При выходе героя город будет недоступным в течение шести игровых дней, а его гарнизон переходит под управление призраков. Спустя шесть дней город снова становится доступным для посещения и найма призраков из Кузницы. Пока все призраки не будут выкуплены, город остаётся разрушенным и будет считаться нейтральным при выходе из него. После выкупа всех призраков игрок получает возможность перестроить город, если у него достаточно на это опыта и армии. Перестройка возможна либо в тот тип города, которым он был до разрушения, либо в тот, который относится к классу посетившего его героя. Героям же со специальностью «Builder» доступна перестройка в любой тип города.

### Существа
- Существа 8-го уровня. Каждый из 9 городов Heroes III получил своего полубога — существо 8-го уровня, которое представляло собой второе улучшение существ предыдущего, 7-го уровня. По сравнению с ними, эти существа имеют увеличенное в два раза здоровье, увеличенную атаку, защиту и скорость, а также усиленные способности. В оригинале выглядят как перекрашенные улучшенные существа 7-го уровня, но существует множество сторонних перерисованных моделей.
- Эмиссары. В игру было введено 8 видов эмиссаров (англ. messengers) — посланников богов, которых можно найти лишь в особых зданиях с усиленной охраной. Каждый эмиссар представляет собой воплощение огня, земли, воздуха, воды, войны, мира, маны или любви и дарует герою-хозяину дополнительные очки к его основным параметрам каждую неделю. Сами эмиссары не участвуют в битве, показатель урона у них отсутствует. Один герой может иметь лишь одного эмиссара при себе.
- Нейтральные существа. Появилось 12 новых нейтральных существ. Среди них был заимствован призрак (англ. ghost) из Heroes II со своей способностью превращения всех убитых им существ в себе подобных; появились подобные элементалям посланники (англ. messenger) огня, воды, воздуха, земли; и др.

Армиям существ в In the Wake of Gods, возглавляемых героем, дана возможность получать свой собственный опыт, продвигаться по рангу от 0 до 10. При победе в бою существа героя получат очки опыта, количество которых равно заработанному опыту героя. Опытные существа с повышенным рангом получают бонусы к своим параметрам, а также новые способности. Все эти бонусы даются и используются только в бою: существа не получают опыта за посещение объектов на карте приключений, вроде камней знаний или сундуков с сокровищами.

### Командиры и артефакты
Начиная с In the Wake of Gods версии 3.57, в игре появились так называемые командиры. Цель введения в игру командиров — возместить невозможность участия в битве героя. Каждая раса имеет своего собственного командира. Некоторые скрипты позволяют нанимать командиров из других городов. Каждый командир обладает расовыми, первичными и вторичными навыками, а также умеет колдовать и носить несколько артефактов. Расовые способности и заклинания индивидуальны для каждого командира, а первичные, вторичные навыки и артефакты — общие для всех. У каждого героя командиры имеют разные имена и биографии, отражающие их связь с этим героем.
В текущей версии In the Wake of Gods в игру добавлено 8 новых артефактов, реализованных на скриптовом языке ERM. Как пример особенностей таких артефактов в отличие от оригинальной Heroes III можно привести Волшебную Палочку (англ. Magic Wand), которая случайным образом превращает одни артефакты в другие. Помимо того, ещё 10 артефактов было введено для нового элемента геймплея In the Wake of Gods — командиров. К примеру, Шлем Бессмертия способен воскрешать командира после битвы без потери бонусов в случае, если его армия вышла победителем.

### Объекты на карте
Среди объектов на карте в In the Wake of Gods включён Сфинкс, идея которого восходит к сфинксу из греческой мифологии. Сфинкс предлагает отгадать его загадку, ответ на которую игроку необходимо ввести в специальном окне. Ответ обычно состоит из одного слова. Сфинкс проверяет ответ и, в зависимости от правильности, наказывает или благословляет героя игрока. В обоих случаях проклятья и благословения можно просмотреть в окне героя. Каждое из них имеет два параметра — количество (к примеру, получаемого золота) и длительность.
К присутствующим в оригинальной Heroes III хранилищам существ были добавлены новые — «Трансильванская таверна», охраняемая вампирами, «Потерянная бутыль», охраняемая джиннами, и другие, содержащие новые вознаграждения.

## Скриптовый язык ERM
Техническую основу дополнения In the Wake of Gods составляет скриптовый движок под названием Event Related Model (ERM). С его помощью можно менять множество свойств существ, объектов, артефактов, некоторых настроек отдельных карт и игры в целом, что не было возможно в оригинальной Heroes of Might and Magic III. Множество скриптов In the Wake of Gods по умолчанию уже введено в игру, их можно найти код в подкаталоге «Data/s» каталога игры и активировать в соответствующем WoG-меню, доступном в окне выбор сценария. В игру включено множество дополнительных пустых объектов, не имеющих встроенных функций. Их можно использовать не только в качестве декораций, но и программировать с помощью движка ERM при создании карт, вводя совершенно новые возможности в игру.

## История

### Разработка и выпуск
В 2001 году русский игрок Heroes of Might and Magic III Вячеслав Сальников занимался созданием пользовательской кампании для дополнения The Shadow of Death и оказался разочарован тем, что в игровом редакторе нет возможности копировать информацию с одной карты на другую. Это побудило его сделать собственную утилиту для копирования карт, а затем ещё одну утилиту для замены информации на картах. Сторонние игроки проявили интерес к работе Сальникова, и так впоследствии собралась команда WoG, которая занималась разработкой дополнения In the Wake of Gods. Поначалу команда состояла из русских игроков, но уже к весне 2002 года к созданию дополнения подключились игроки со всего мира, в связи с чем In the Wake of Gods стал интернациональным проектом. Основой In the Wake of Gods был встраиваемый в игру скриптовый язык Event Related Model, благодаря которому при создании карт и кампаний можно было придумывать любой результат взаимодействия между игроком и игровыми объектами. «На основе ERM возможен качественный прорыв в игре, так как появляется возможность писать интерактивные сценарии с любыми ветвлениями сюжета. Более того, вы можете создать карту не просто в стиле RPG, но и даже квеста. С использованием ERM открываются практически безграничные возможности, вплоть до подключения внешних диалогов и видеороликов. По сути, получился совершенно новый вариант старых „Героев“». При этом введение ERM никак не мешало создавать карты и кампании по принципу оригинальной Heroes III.
Дополнение In the Wake of Gods также создавалось с оглядкой на сюжет Heroes III и её дополнений. По мнению команды WoG, компания New World Computing слишком «надуманно» перешла к новой истории в Heroes IV, просто взяв и уничтожив старый мир Энрот, где развивалось действие Heroes III. В In the Wake of Gods планировалось переиначить эту историю, сделав её не такой тривиальной. Новые сюжетные кампании в игре должны были, главным образом, показать все возможности ERM. «Основная завязка нашей версии — вмешательство богов, которые обучили героев новым возможностям. Так и появились новые уникальные создания — божественные представители».
Осенью 2001 года работа над готовой к выпуску версией In the Wake of Gods уже подходила к завершению, и 20 ноября 2001 состоялся первый релиз дополнения на английском языке (выпуск версии на русском языке был запланирован на конец декабря). 27 августа 2004 года появилась версия дополнения 3.58 с наиболее радикальными нововведениями, большинство из которых описано в данной статье. Именно с этой версией в Heroes III были введены такие возможности, как повышение опыта армий, появились новые существа и артефакты, а также значительно расширена система скриптов ERM. Более законченная версия, 3.58f, появилась 17 ноября 2004 года. К концу 2004 года команда WoG приступила к разработке In the Wake of Gods версии 3.59. Они надеялись выпустить версию в 2008 году, однако этого не произошло, и дальнейшая судьба дополнения оставалась под вопросом.
19 декабря 2013 года, спустя более пяти с половиной лет после анонса последней версии, команда WoG, реорганизованная в команду CoreWoG, объявила о продолжении разработки над In the Wake of Gods 3.59. Одновременно они выпустили альфа-версию будущего обновления и объявили, что исходный код In the Wake of Gods стал открыт для всех.

### Город Бастион
В конце 2005 года, специально для версии In the Wake of Gods 3.59, команда под названием New Town Group занялась созданием нового типа города Heroes III под названием Бастион. Бастион был задуман как город, вдохновлённый древнеегипетской цивилизацией и мифологией. На поздних этапах создания в его армию были утверждены скарабеи, надсмотрщики, пустынные странники на верблюдах, жрицы Сехмет, аматы, боевые слоны и воплощения Анубиса. Родной землёй для существ Бастиона был песок — в Heroes III это был единственный, не считая воды, ландшафт, не ассоциирующийся ни с одним типом города. Герои Бастиона подразделялись на номархов (герои меча) и жрецов (герои магии). Бастион имел нейтральное мировоззрение; основной упор в развитии города был сделан на экономику. Сюжет кампании, посвящённой Бастиону, задумывался как прямое продолжение кампаний «Клинок Армагеддона» и «Кровь дракона» из Heroes III: Armageddon’s Blade и Heroes Chronicles: Clash of the Dragons. По сюжету пустынные жители, ассоциирующиеся с городом Бастион, оказывались ввязаны в войну между Эрафией и Нигоном и, не покорённые этими королевствами, образовали собственное независимое государство Акмон.
В апреле 2005 года открылся сайт, посвящённый новому городу, а в июле было объявлено бета-тестирование Бастиона. Вместе с многолетней задержкой выпуска In the Wake of Gods 3.59 об активности проекта Бастиона со временем стало поступать мало информации, а сайт, посвящённый городу, был закрыт. В апреле 2014 года стало известно, что некоторое время назад работа над Бастионом перешла в руки команды создателей польской модификации Heroes III под названием VCMI. Эта команда возобновила создание города, сделав изменения в армии Бастиона. 9 декабря 2014 вышла первая играбельная версия Бастиона для VCMI на польском языке.

### Другие новые города
Помимо Бастиона, существует ещё множество сторонних проектов по созданию новых городов для Heroes III. Одним из выпущенных и активно обновляющихся проектов является пользовательское дополнение Horn of the Abyss, которое вводит в игру пиратский город под названием Причал. Разработка некоторых городов начиналась специально для Heroes 3½: In the Wake of Gods версии 3.59. Один из таких городов — Гавань (англ. Haven), где преобладают различные морские существа, такие как люди-рыбы и тритоны. Экран города представляет собой побережье с большим количеством рифов. Родной ландшафт Гавани — вода. Город начал создаваться примерно через год после Бастиона. Другой город, Кремль, основан на русском фольклоре. В Кремле обитают в основном персонажи русских народных сказок; архитектура состоит из построек городского типа времён Киевской Руси. Родной ландшафт города — болото.

## Отзывы
| Иноязычные издания         | Иноязычные издания                |
| Издание                    | Оценка                            |
| -------------------------- | --------------------------------- |
| PC Mania                   | [ 19 ]                            |
| Русскоязычные издания      |                                   |
| Издание                    | Оценка                            |
| «Страна игр»               | 7,7/10                            |
| Награды                    |                                   |
| Издание                    | Награда                           |
| «Лучшие компьютерные игры» | «Корона» (высшая награда журнала) |

- По мнению рецензента журнала «Игромания», In the Wake of Gods «оставляет далеко позади» последние официальные дополнения, выпущенные 3DO[22].
- Журнал «Лучшие компьютерные игры» присудил дополнению свою высшую награду «Корона»[23], которой награждаются игры, в которых, по мнению редакции журнала, недостатки минимальны, а роль таких продуктов для мира игр огромна[21].
- Журнал «Страна игр» поставил  In the Wake of Gods 7,7 баллов из 10 возможных, назвав лучшим продолжением Heroes III и «одним из самых удачных фанатских проектов последних лет»[20].
- Обозреватель болгарского журнала PC Mania[англ.] Владимир Тодоров в своей рецензии на версию 3.57 выразил надежду, что «ни один геймер не пропустил это отличное славянское дополнение»[19].